# Adrenaline Rush 2007
Adrenaline Rush 2007 – szósty studyjny album amerykańskiego rapera Twisty. Został wydany 18 września, 2007 roku. Tytuł albumu nawiązuje do albumu z roku 1997, Adrenaline Rush, Twisty. Pierwszym singlem był "Give It Up", z udziałem Pharrella. "Creep Fast" z udziałem T-Paina, został drugim singlem.
Adrenaline Rush 2007 zadebiutował na 10. miejscu notowania Billboard 200, sprzedając się w ilości 41.000 egzemplarzy w pierwszym tygodniu. Do czerwca, 2008 roku album sprzedał się w ponad 364.000 kopiach.

## Lista utworów
| Nr | Tytuł                                              | Producent                | Goście                      | Czas |
| -- | -------------------------------------------------- | ------------------------ | --------------------------- | ---- |
| 1  | "Adrenaline Rush the Saga Continues..."            |                          |                             | 1:17 |
| 2  | "Charged"                                          | Toxic                    |                             | 2:47 |
| 3  | "What T Is?" (skit)                                |                          |                             | 0:26 |
| 4  | "I Ain’t That Nigga"                               | Toxic                    |                             | 3:22 |
| 5  | "Say Say"                                          | Jazze Pha                | Cee-Lo, Jazze Pha & Big Zak | 4:28 |
| 6  | "Whip Game Proper"                                 | Cuzzo                    | Lil Wayne                   | 4:19 |
| 7  | "No Pistols"                                       | Toxic                    | Speedknot Mobstaz           | 3:57 |
| 8  | "Phone" (skit)                                     |                          |                             | 0:16 |
| 9  | "Love Rehab"                                       | R. Kelly                 | R. Kelly                    | 3:58 |
| 10 | "Seven Day Hustle"                                 | Toxic                    | Toxic                       | 3:49 |
| 11 | "Creep Fast"                                       | Toxic                    | T-Pain                      | 3:31 |
| 12 | "Wrist Stay Rocky"                                 | NonStop z Basement Beats |                             | 3:41 |
| 13 | "What Would Twista Do If He Wasn’t Rappin'" (skit) |                          |                             | 1:06 |
| 14 | "Give It Up"                                       | The Neptunes             | Pharrell                    | 3:31 |
| 15 | "The Come Up"                                      | Toxic                    |                             | 4:08 |
| 16 | "Ain’t No Hoes"                                    | Cuzzo                    | Bone Thugs-n-Harmony        | 5:13 |
| 17 | "Pimp Like Me"                                     | Cuzzo                    |                             | 4:06 |
| 18 | "Ya With It or Ya Ain’t" (skit)                    |                          |                             | 1:52 |
| 19 | "Trouble                                           | Cuzzo                    |                             | 4:23 |
| 20 | "Be a Hustla" (Circuit City bonus track)           | Toxic                    |                             | 4:09 |
| 21 | "Heist" (Circuit City bonus track)                 | Toxic                    |                             | 4:06 |
| 22 | "Bussin' No Discussin'" (iTunes bonus track)       | Cuzzo                    |                             | 4:03 |